# خوسيه أندريو غارسيا
خوسيه أندريو غارسيا (بالإنجليزية: José Andreu García)‏ هو قاضي أمريكي، ولد في 18 سبتمبر 1937 في ريو بيدراس ‏ في بورتوريكو، وتوفي في 10 يناير 2019.